# デルタ・マシーン
『デルタ・マシーン』 (Delta Machine)はイギリスの音楽グループ、デペッシュ・モードの13枚目のアルバム。2013年3月22日発売。

## 概要
2012年、サンタバーバラとニューヨークでレコーディング。プロデュースは前作と同じベン・ヒリアーで、ミキシングはフラッドが行った。デラックスエディションも同時にリリースされ、4曲入りのボーナス・ディスクとアントン・コービンによる28ページのフォトブックを付属。

## セールス
全英初登場2位を記録し、初週で28,450枚を売り上げた。全米では初登場6位を記録、初週で約52,000枚を売り上げた。

## 収録曲
全曲マーティン・ゴアによる作詞作曲 （#4, #7, #10はデイヴ・ガーン、カート・ウエナラによる共作）
1. ウェルカム・トゥ・マイ・ワールド / Welcome to My World - 4:56
2. エンジェル / Angel - 3:57
3. ヘヴン / Heaven - 4:03
4. シークレット・トゥ・ジ・エンド / Secret to the End - 5:12
5. マイ・リトル・ユニヴァース / My Little Universe - 4:24
6. スロウ / Slow - 3:45
7. ブロークン / Broken - 3:58
8. ザ・チャイルド・インサイド / The Child Inside - 4:16
9. ソフト・タッチ／ロウ・ナーヴ / Soft Touch/Raw Nerve - 3:26
10. シュッド・ビー・ハイアー / Should Be Higher - 5:04
11. アローン / Alone - 4:29
12. スーズ・マイ・ソウル / Soothe My Soul - 5:22
13. グッバイ / Goodbye - 5:03